# Ariadna vansda
Espèce
Ariadna vansda est une espèce d'araignées aranéomorphes de la famille des Segestriidae.

## Distribution
Cette espèce est endémique du Gujarat en Inde,. Elle se rencontre dans le parc national de Vansda.

## Description
La femelle holotype mesure 10,4 mm.

## Étymologie
Son nom d'espèce lui a été donné en référence au lieu de sa découverte, le parc national de Vansda.

## Publication originale
- Siliwal, Yadav & Kumar, 2017 : Three new species of tube-dwelling spider genus Ariadna Audouin, 1826 (Araneae: Segestriidae) from India. Zootaxa, no 4362(3), p. 433-441.